# Sebastopol (isla)
Sebastopol es el nombre de una isla del mar Caribe o mar de las Antillas que pertenece al país suramericano de Venezuela, y está incluida en las Antillas Menores específicamente al sureste del Archipiélago y parque nacional de Los Roques. Administrativamente hace parte del Territorio Insular Miranda, una subdivisión de la Dependencias Federales de Venezuela. En ella la armada de Venezuela ha instalado un faro (DFV-022	VEN-022)
Limita con la Boca de Sebastopol (al este y norte), el Cayo Grande (al norte y oeste), el cayo de los castillos (al norte) y el mar Caribe al sur. El lugar es visitado por sus aguas cristalinas, por sus posibilidades para practicar deportes como el Snorkeling y sus corales vistosos. Posee una superficie aproximada de 72 hectáreas con un perímetro de 5,88 km.